# Thuiaria arctica
Thuiaria arctica är en nässeldjursart som först beskrevs av Bonnevie 1899.  Thuiaria arctica ingår i släktet Thuiaria och familjen Sertulariidae. Inga underarter finns listade i Catalogue of Life.